# Christoph von Leuchtenberg
Christoph von Leuchtenberg (* nach 1502; † 14. März 1554 in Regensburg) war Titularlandgraf von Leuchtenberg und diente als Offizier im Dienst von Albrecht Alkibiades von Brandenburg-Kulmbach.
Er war Sohn von Johann IV. und der Mutter Margareta von Schwarzburg. Einer seiner Brüder war der später regierende Landgraf Georg III.
Leuchtenberg gehörte, wie sein Bruder, zu den Unterstützern des Albrecht Alkibiades von Brandenburg-Kulmbach. Er war Offizier in dessen Diensten. Als 1546 Albrecht Alkibiades im Auftrag von Karl V. im Zuge des Schmalkaldischen Krieges gegen Kursachsen zog, wurde Christoph zusammen mit Albrecht Alkibiades gefangen genommen. Nach seiner Freilassung trat er in den geistlichen Stand ein und wurde später Prior.
Nachdem Albrecht Alkibiades erneut Kriegszüge unternahm, verließ Christoph von Leuchtenberg das Kloster wieder und trat erneut in die Dienste des Markgrafen. Er gehörte zur Besatzung der Plassenburg. Es kam dort zu einer Meuterei der Landsknechte, die ihren ausstehenden Sold verlangten. Christoph von Leuchtenberg bat seinen Bruder erfolgreich um Geld, damit die Truppen bezahlt werden konnten.
Einige Zeit später gab er den Militärdienst aus Gesundheitsgründen wieder auf.